# Collegio di Tamworth
Tamworth è un collegio elettorale inglese situato nello Staffordshire, nelle Midlands Occidentali, rappresentato alla Camera dei comuni del Parlamento del Regno Unito. Elegge un membro del parlamento con il sistema first-past-the-post, ossia maggioritario a turno unico; l'attuale parlamentare è Sarah Edwards del Partito Laburista, eletta in elezioni suppletive nel 2023.

## Estensione

Tamworth dal 2010 al 2024

- 1885–1918: il Municipal Borough di Birmingham, le divisioni sessionali di Birmingham e Solihull, parte delle divisioni sessionali di Atherstone e Coleshill, e parte del Municipal Borough di Tamworth.
- 1918–1945: il Municipal Borough di Sutton Coldfield, i distretti rurali di Meriden e Solihull, e parte del distretto rurale di Tamworth.
- 1997–2010: il borgo di Tamworth, e i ward del distretto di Lichfield di Bourne Vale, Fazeley, Little Aston, Mease Valley, Shenstone, Stonnall e Tame.
- 2010–2024: il borgo di Tamworth, e i ward del distretto di Lichfield di Bourne Vale, Fazeley, Little Aston, Mease and Tame, Shenstone e Stonnall.
- dal 2024: il borgo di Tamworth, e i ward del distretto di Lichfield di Bourne Vale; Fazeley; Little Aston and Stonnall; Mease Valley; Shenstone e Whittington and Streethay (distretti elettorali JA, YA, YB, YC, ZA e ZB).[1]

## Membri del parlamento dal 1800
| Anno     | Primo deputato      | Primo deputato       | Primo partito          | Secondo deputato   | Secondo deputato | Secondo partito |
| -------- | ------------------- | -------------------- | ---------------------- | ------------------ | ---------------- | --------------- |
| 1802     |                     | William Loftus       |                        |                    | Robert Peel      | Tory            |
| 1812     |                     | Charles Townshend    | Whigs                  |                    | Robert Peel      | Tory            |
| 1818     |                     | William Yates Peel   | Tory                   |                    | Robert Peel      | Tory            |
| 1820     |                     | William Yates Peel   | Tory                   | Charles Townshend  | Whigs            |                 |
| 1830     | Robert Peel         |                      | Tory                   | Charles Townshend  | Whigs            |                 |
| 1834 (S) | Robert Peel         |                      | Conservatore           | Charles Townshend  | Whigs            |                 |
| 1835     | Robert Peel         |                      | Conservatore           | William Yates Peel | Conservatore     |                 |
| 1837     | Robert Peel         | Edward Henry A'Court | Conservatore           |                    | Conservatore     |                 |
| 1846 (S) | Robert Peel         | Edward Henry A'Court |                        | Peelita            | Conservatore     |                 |
| 1847     | Robert Peel         | William Yates Peel   |                        | Peelita            | Conservatore     |                 |
| 1847 (S) | Robert Peel         |                      | John Townshend         | Peelita            | Whigs            |                 |
| 1850 (S) | Sir Robert Peel III |                      | John Townshend         | Peelita            | Whigs            |                 |
| 1856 (S) | Sir Robert Peel III |                      | John Townshend         | Peelita            | Whigs            |                 |
| 1859     | Sir Robert Peel III |                      | John Townshend         | Liberale           |                  | Liberale        |
| 1863 (S) | Sir Robert Peel III | John Peel            |                        | Liberale           |                  | Liberale        |
| 1868     | Sir Robert Peel III | Henry Bulwer         |                        | Liberale           |                  | Liberale        |
| 1871 (S) | Sir Robert Peel III | John Peel            |                        | Liberale           |                  | Liberale        |
| 1872 (S) | Sir Robert Peel III |                      | Robert William Hanbury | Liberale           | Conservatore     |                 |
| 1878 (S) | Sir Robert Peel III |                      | Hamar Alfred Bass      | Liberale           | Liberale         |                 |
| 1880     | Jabez Balfour       |                      | Hamar Alfred Bass      | Liberale           | Liberale         |                 |

| Elezione | Elezione              | Deputato           | Partito            |
| -------- | --------------------- | ------------------ | ------------------ |
|          | 1885                  | Philip Muntz       | Conservatore       |
| 1909 (S) | Francis Newdegate     |                    | Conservatore       |
| 1917 (S) | Henry Wilson-Fox      |                    | Conservatore       |
| 1922     | Percy Newson          |                    | Conservatore       |
| 1923     | Edward Iliffe         |                    | Conservatore       |
| 1929     | Arthur Steel-Maitland |                    | Conservatore       |
| 1935     | John Mellor           |                    | Conservatore       |
|          | 1945                  | Collegio abolito   | Collegio abolito   |
|          | 1997                  | Collegio ri-creato | Collegio ri-creato |
|          | 1997                  | Brian Jenkins      | Laburista          |
|          | 2010                  | Chris Pincher      | Conservatore       |
|          | 2022                  | Chris Pincher      | Indipendente       |
|          | 2023 (S)              | Sarah Edwards      | Laburista          |

## Elezioni

### Elezioni negli anni 2020
| Partito                    | Partito                                | Candidato                  | Risultati 4 luglio 2024 | Risultati 4 luglio 2024 |
| Partito                    | Partito                                | Candidato                  | Voti                    | %                       |
| -------------------------- | -------------------------------------- | -------------------------- | ----------------------- | ----------------------- |
|                            | Laburista                              | Sarah Edwards              | 15 338                  | 35,03                   |
|                            | Conservatore                           | Eddie Hughes               | 13 956                  | 31,87                   |
|                            | Reform UK                              | Ian Cooper                 | 11 004                  | 25,13                   |
|                            | Verdi                                  | Sue Howarth                | 1 579                   | 3,61                    |
|                            | Lib Dem                                | Jed Marson                 | 1 451                   | 3,31                    |
|                            | UKIP                                   | Robert Bilcliff            | 290                     | 0,66                    |
|                            | Workers                                | Adam Goodfellow            | 170                     | 0,39                    |
|                            |                                        |                            |                         |                         |
| Iscritti                   | Iscritti                               | Iscritti                   | 75 059                  | 100,00                  |
| ↳ Votanti (% su iscritti)  | ↳ Votanti (% su iscritti)              | ↳ Votanti (% su iscritti)  | 43 788                  | 58,34                   |
| ↳ Astenuti (% su iscritti) | ↳ Astenuti (% su iscritti)             | ↳ Astenuti (% su iscritti) | 31 271                  | 41,66                   |
|                            |                                        |                            |                         |                         |
|                            | Esito: collegio confermato a Laburista |                            |                         |                         |

| Partito                    | Partito                                           | Candidato                  | Risultati 19 ottobre 2023 | Risultati 19 ottobre 2023 |
| Partito                    | Partito                                           | Candidato                  | Voti                      | %                         |
| -------------------------- | ------------------------------------------------- | -------------------------- | ------------------------- | ------------------------- |
|                            | Laburista                                         | Sarah Edwards              | 11 719                    | 45,80                     |
|                            | Conservatore                                      | Andrew Cooper              | 10 403                    | 40,66                     |
|                            | Reform UK                                         | Ian Cooper                 | 1 373                     | 5,37                      |
|                            | Britain First                                     | Ashlea Simon               | 580                       | 2,27                      |
|                            | UKIP                                              | Robert Bilcliff            | 436                       | 1,70                      |
|                            | Verdi                                             | Sue Howarth                | 417                       | 1,63                      |
|                            | Lib Dem                                           | Sunny Virk                 | 417                       | 1,63                      |
|                            | Monster Raving Loony                              | Howling Laud Hope          | 155                       | 0,61                      |
|                            | Indipendente                                      | Peter Longman              | 86                        | 0,34                      |
|                            |                                                   |                            |                           |                           |
| Iscritti                   | Iscritti                                          | Iscritti                   | 71 321                    | 100,00                    |
| ↳ Votanti (% su iscritti)  | ↳ Votanti (% su iscritti)                         | ↳ Votanti (% su iscritti)  | 25 586                    | 35,87                     |
| ↳ Astenuti (% su iscritti) | ↳ Astenuti (% su iscritti)                        | ↳ Astenuti (% su iscritti) | 45 735                    | 64,13                     |
|                            |                                                   |                            |                           |                           |
|                            | Esito: collegio passa da Conservatore a Laburista |                            |                           |                           |

### Elezioni negli anni 2010
| Partito                    | Partito                                   | Candidato                  | Risultati 12 dicembre 2019 | Risultati 12 dicembre 2019 |
| Partito                    | Partito                                   | Candidato                  | Voti                       | %                          |
| -------------------------- | ----------------------------------------- | -------------------------- | -------------------------- | -------------------------- |
|                            | Conservatore                              | Chris Pincher              | 30 542                     | 66,31                      |
|                            | Laburista Co-Op                           | Chris Bain                 | 10 908                     | 23,68                      |
|                            | Lib Dem                                   | Rob Wheway                 | 2 426                      | 5,27                       |
|                            | Verdi                                     | Andrew Tilley              | 935                        | 2,03                       |
|                            | UKIP                                      | Robert Bilcliff            | 814                        | 1,77                       |
|                            | Indipendente                              | John Wright                | 431                        | 0,94                       |
|                            |                                           |                            |                            |                            |
| Iscritti                   | Iscritti                                  | Iscritti                   | 71 580                     | 100,00                     |
| ↳ Votanti (% su iscritti)  | ↳ Votanti (% su iscritti)                 | ↳ Votanti (% su iscritti)  | 46 056                     | 64,34                      |
| ↳ Astenuti (% su iscritti) | ↳ Astenuti (% su iscritti)                | ↳ Astenuti (% su iscritti) | 25 524                     | 35,66                      |
|                            |                                           |                            |                            |                            |
|                            | Esito: collegio confermato a Conservatore |                            |                            |                            |

| Partito                    | Partito                                   | Candidato                  | Risultati 8 giugno 2017 | Risultati 8 giugno 2017 |
| Partito                    | Partito                                   | Candidato                  | Voti                    | %                       |
| -------------------------- | ----------------------------------------- | -------------------------- | ----------------------- | ----------------------- |
|                            | Conservatore                              | Christopher Pincher        | 28 748                  | 61,02                   |
|                            | Laburista                                 | Andrew Hammond             | 16 401                  | 34,81                   |
|                            | Lib Dem                                   | Jennifer Pinkett           | 1 961                   | 4,16                    |
|                            |                                           |                            |                         |                         |
| Iscritti                   | Iscritti                                  | Iscritti                   | 71 270                  | 100,00                  |
| ↳ Votanti (% su iscritti)  | ↳ Votanti (% su iscritti)                 | ↳ Votanti (% su iscritti)  | 47 110                  | 66,10                   |
| ↳ Astenuti (% su iscritti) | ↳ Astenuti (% su iscritti)                | ↳ Astenuti (% su iscritti) | 24 160                  | 33,90                   |
|                            |                                           |                            |                         |                         |
|                            | Esito: collegio confermato a Conservatore |                            |                         |                         |

| Partito                    | Partito                                   | Candidato                  | Risultati 7 maggio 2015 | Risultati 7 maggio 2015 |
| Partito                    | Partito                                   | Candidato                  | Voti                    | %                       |
| -------------------------- | ----------------------------------------- | -------------------------- | ----------------------- | ----------------------- |
|                            | Conservatore                              | Christopher Pincher        | 23 606                  | 50,04                   |
|                            | Laburista                                 | Carol Dean                 | 12 304                  | 26,08                   |
|                            | UKIP                                      | Janet Higgins              | 8 727                   | 18,50                   |
|                            | Lib Dem                                   | Jennifer Pinkett           | 1 427                   | 3,02                    |
|                            | Verdi                                     | Nicola Holmes              | 1 110                   | 2,35                    |
|                            |                                           |                            |                         |                         |
| Iscritti                   | Iscritti                                  | Iscritti                   | 71 911                  | 100,00                  |
| ↳ Votanti (% su iscritti)  | ↳ Votanti (% su iscritti)                 | ↳ Votanti (% su iscritti)  | 47 174                  | 65,60                   |
| ↳ Astenuti (% su iscritti) | ↳ Astenuti (% su iscritti)                | ↳ Astenuti (% su iscritti) | 24 737                  | 34,40                   |
|                            |                                           |                            |                         |                         |
|                            | Esito: collegio confermato a Conservatore |                            |                         |                         |

| Partito                    | Partito                                           | Candidato                  | Risultati 6 maggio 2010 | Risultati 6 maggio 2010 |
| Partito                    | Partito                                           | Candidato                  | Voti                    | %                       |
| -------------------------- | ------------------------------------------------- | -------------------------- | ----------------------- | ----------------------- |
|                            | Conservatore                                      | Christopher Pincher        | 21 238                  | 45,78                   |
|                            | Laburista                                         | Brian Jenkins              | 15 148                  | 32,65                   |
|                            | Lib Dem                                           | Jennifer Pinkett           | 7 516                   | 16,20                   |
|                            | UKIP                                              | Steven Fowler              | 2 253                   | 4,86                    |
|                            | Cristiano                                         | Charlene Detheridge        | 235                     | 0,51                    |
|                            |                                                   |                            |                         |                         |
| Iscritti                   | Iscritti                                          | Iscritti                   | 72 711                  | 100,00                  |
| ↳ Votanti (% su iscritti)  | ↳ Votanti (% su iscritti)                         | ↳ Votanti (% su iscritti)  | 46 390                  | 63,80                   |
| ↳ Astenuti (% su iscritti) | ↳ Astenuti (% su iscritti)                        | ↳ Astenuti (% su iscritti) | 26 321                  | 36,20                   |
|                            |                                                   |                            |                         |                         |
|                            | Esito: collegio passa da Laburista a Conservatore |                            |                         |                         |

### Elezioni negli anni 2000
| Partito                    | Partito                                | Candidato                  | Risultati 5 maggio 2005 | Risultati 5 maggio 2005 |
| Partito                    | Partito                                | Candidato                  | Voti                    | %                       |
| -------------------------- | -------------------------------------- | -------------------------- | ----------------------- | ----------------------- |
|                            | Laburista                              | Brian Jenkins              | 18 801                  | 42,98                   |
|                            | Conservatore                           | Christopher Pincher        | 16 232                  | 37,11                   |
|                            | Lib Dem                                | Phillip Bennion            | 6 175                   | 14,12                   |
|                            | Veritas                                | Patrick Eston              | 1 320                   | 3,02                    |
|                            | UKIP                                   | Tom Simpson                | 1 212                   | 2,77                    |
|                            |                                        |                            |                         |                         |
| Iscritti                   | Iscritti                               | Iscritti                   | 71 704                  | 100,00                  |
| ↳ Votanti (% su iscritti)  | ↳ Votanti (% su iscritti)              | ↳ Votanti (% su iscritti)  | 43 740                  | 61,00                   |
| ↳ Astenuti (% su iscritti) | ↳ Astenuti (% su iscritti)             | ↳ Astenuti (% su iscritti) | 27 964                  | 39,00                   |
|                            |                                        |                            |                         |                         |
|                            | Esito: collegio confermato a Laburista |                            |                         |                         |

| Partito                    | Partito                                | Candidato                  | Risultati 7 giugno 2001 | Risultati 7 giugno 2001 |
| Partito                    | Partito                                | Candidato                  | Voti                    | %                       |
| -------------------------- | -------------------------------------- | -------------------------- | ----------------------- | ----------------------- |
|                            | Laburista                              | Brian Jenkins              | 19 722                  | 49,00                   |
|                            | Conservatore                           | Luise Gunter               | 15 124                  | 37,58                   |
|                            | Lib Dem                                | Jennifer Pinkett           | 4 721                   | 11,73                   |
|                            | UKIP                                   | Paul Sootheran             | 683                     | 1,70                    |
|                            |                                        |                            |                         |                         |
| Iscritti                   | Iscritti                               | Iscritti                   | 69 636                  | 100,00                  |
| ↳ Votanti (% su iscritti)  | ↳ Votanti (% su iscritti)              | ↳ Votanti (% su iscritti)  | 40 250                  | 57,80                   |
| ↳ Astenuti (% su iscritti) | ↳ Astenuti (% su iscritti)             | ↳ Astenuti (% su iscritti) | 29 386                  | 42,20                   |
|                            |                                        |                            |                         |                         |
|                            | Esito: collegio confermato a Laburista |                            |                         |                         |

## Risultati dei referendum

### Referendum sulla permanenza del Regno Unito nell'Unione europea del 2016
|             | Collegio | Lasciare UE % | Rimanere in UE % |
| ----------- | -------- | ------------- | ---------------- |
|             | Tamworth | 66,0%         | 34,0%            |
| Inghilterra | 53,3%    | 46,7%         |                  |
| Regno Unito | 51,9%    | 48,1%         |                  |